# Васильевское (Пушкиногорский район)
Васильевское — деревня в Пушкиногорском районе Псковской области. Входит в состав Велейской волости.
Расположена в 16 км к северо-западу от райцентра, посёлка городского типа Пушкинские Горы, и в 18 км к северо-востоку от волостного центра, села Велье.

## Население
| 2001 | 2002 | 2010 |
| ---- | ---- | ---- |
| 161  | ↗168 | ↘128 |

## История
До 1995 года деревня была центром Васильевского сельсовета, с 1995 до 2005 года — центром Васильевской волости. В 2006—2015 годах деревня входила в Новгородкинскую волость, с 2015 года — в Велейскую волость.